# Miasmateorien
Miasmateorien er en teori der tilhører medicinhistorien.
Miasma kaldtes den sygdomssmitte, som overføres uden direkte berøring med den smitteførende person eller hans rekvisitter i modsætning til berøringssmitten (Contagium). Miasma fandtes begrænset til visse lokaliteter og frembragte der endemisk optrædende sygdom. Et godt eksempel er malariasmitten (koldfeber), der aldrig smitter ved berøring fra person til person, men findes lokaliseret til visse sumpegne med nogenlunde høj temperatur. Nutildags ved vi, at miasma er ensbetydende med mikrober, der overføres på særlig måde og derfor viser lokal udbredelse svarende til det overførende agens. Malariaens optræden er således bundet til
tilstedeværelsen af visse blodsugende myggearter (Anopheles), i hvis organisme den specifike malariamikrob (optaget når myggen har suget blod af et sygt menneske) undergår en udvikling (kønnet forplantning) og med stikket podes ind på et friskt menneske, der nu angribes. Kun hvor anopheles kan leve og yngle, findes malaria. En hel række infektionssygdomme overføres på tilsvarende måde af andre blodsugende insekter. Betegnelsen miasma bruges nu næppe mere; begrebet sattes tidligere i forbindelse med mystiske kosmiske påvirkninger af luften på stedet (malaria betyder ligefrem: "dårlig luft").